# 亮保
亮保（？—？），字金臺，瓜尔佳氏，满洲镶白旗人。乾隆庚子举人，辛丑聯捷进士。
后官刑部主事，乾隆五十九年甲寅科广西乡试副考官。嘉庆年间任詹事府詹事，庶子、翰林院侍讲学士、内阁学士。

## 家族
- 五世祖：嘉布蘭，嘉拉庫地方人。

- 曾祖：满图，骁骑校。

- 祖父：瓦爾達，康熙庚辰进士，原任通判。

- 父：雙慶，雍正癸丑进士，仓场侍郎。

- 叔父：勒福，乾隆己未进士。[3]

- 兄弟：蘇保，乾隆庚子科兄弟同榜举人；申保、当保、多保、登保、聯保。